# Forêt de Bercé
Pour les articles homonymes, voir Bercé.
La forêt de Bercé s'étend au sud du département de la Sarthe, sur les communes du Jupilles, Mayet, Lavernat, Beaumont-Pied-de-Bœuf, Thoiré-sur-Dinan, Chahaignes, Marigné-Laillé, Pruillé-l'Éguillé, Saint-Vincent-du-Lorouër, Saint-Pierre-du-Lorouër, Saint-Mars-d'Outillé. 
Il s'agit d'une forêt domaniale.

## Description
Le massif de Bercé dispose d'atouts : des futaies de chêne sessile produisant un bois d’une qualité mondialement reconnue, des vallons pittoresques et des paysages structurés par un réseau de routes forestières qui se rejoignent dans des carrefours en étoile, un patrimoine naturel et culturel de grande valeur. Ces éléments, qui contribuent à l'intérêt scientifique, économique et social du territoire ont conduit à la candidature de Bercé au label Forêt d'Exception. Elle obtient ce titre en mars 2017 et devient ainsi la 5e forêt de France à l'obtenir.                    
Elle est en majorité composée de feuillus, de chênes sessiles, de hêtres, de bouleaux et de pins.
La forêt domaniale de Bercé illustre les liens ancestraux qui unissent les forestiers et la forêt. Fruit de plusieurs siècles de sylviculture, les chênes de Bercé ont acquis une réputation mondiale pour leur qualité exceptionnelle. Ancienne forêt royale destinée à fournir la marine, ce massif produit des chênes recherchés pour la tonnellerie, connus des professionnels sous l'appellation Jupilles. Ses futaies en font l’une des plus belles forêts de France.
La forêt occupe un vaste plateau qui domine la vallée du Loir, entre les villes de Tours et du Mans. Elle est l'héritage de l'ancienne forêt gauloise des Carnutes. 
Sur près des deux tiers de la surface, l'essence objectif est le Chêne sessile. Ailleurs, sur les sols plus pauvres, l'essence objectif est le Pin (sylvestre, maritime ou laricio). D'autres feuillus, comme le Hêtre, sont maintenus en sous-étage en faveur de la biodiversité ou, localement, pour leur intérêt paysager.
L'attrait principal de la forêt de Bercé réside dans la majesté de ses peuplements. Les nombreuses allées forestières qui sillonnent le massif invitent à les parcourir à pied, à VTT ou à cheval. Leur tracé rectiligne, ponctué de carrefours en étoile (les « ronds »), ouvre d'amples perspectives. Le GR 36 traverse la partie ouest du massif.
La futaie des Clos, qui date de 1647, abrite les plus vieux arbres de la forêt. On y trouve la souche du chêne Boppe, foudroyé en 1934, ainsi que le chêne Muriel, baptisé en 2002.
La fontaine de la Coudre est le point de départ d'un sentier pédagogique « À l'école de la forêt » qui traverse deux peuplements de séquoias. Il passe au pied du chêne Emery, un arbre monumental qui flirte avec les 50 m de hauteur. La forêt regorge aussi de vestiges archéologiques plus ou moins cachés dans la végétation : tumulus, enclos gallo-romains, traces d'anciennes forges…
Le village de Jupilles, attenant, abrite la maison de l'Homme et de la forêt, Carnuta, qui propose des expositions, des animations interactives et des sorties pour découvrir le monde forestier.

## Histoire[6]
De - 6 000 à - 400 le plateau calaisien commence à être colonisé par les chênes grâce à l'action bienfaisante du Geai. Les hommes du néolithique défrichent.
Il ne reste que des débris isolés, de l'an 1 au IVe siècle de l'immense « bois dit des Carnutes », domaine gaulois des empereurs romains la « Carnuta Sylva », attribué au fisc impérial à titre de res nullius (n’appartenant à personne). Les forges se développent sur la forêt, elles cesseront toute activité une fois passé le Moyen Âge.
En l’an 877, après Charlemagne, Charles II le Chauve, par capitulaire, rend héréditaire les charges et bénéfices des fonctionnaires royaux ou Comtes Comes créant ainsi les fiefs, diminuant le pouvoir royal (par usurpations). Au Xe siècle, « Burceïum », domaine des Comtes d’Anjou, est une dépendance de la terre de Château du Loir (Bercay est un fief vassal situé au Nord-Ouest de la Forêt). Gervais II, évêque du Mans, Seigneur de Château du Loir, succède à Gervais Ier. 
Foulques Néra, Comte d'Anjou concède la partie Est de Bercé à Malleran de Nouâtre au XIe siècle. Celui-ci la transmet à Cléopas le dernier de ses fils. Ce nom de forêt de Bercay et de Cléophas perdurera jusqu'au XVIIIe (il figure sur un plan daté 1719). Cléofas concèdera divers droits d'usage, dont le passage des porcs en forêt à l'abbaye de St Vincent. Mise en place d'un Service Forestier. Il dispose à cette époque du « Forestage de Bercé » en faveur de deux de ses neveux tourangeaux dont Geoffroy de Sanzay. Les possessions particulières se développent en forêt, créant ainsi des droits d'usage bien souvent abusifs qui ne cesseront qu'au XVIIe siècle. 
La fille de Mathilde de Château du Loir et d’Hélie de la Flèche épouse en 1107 Foulques V (comte d'Anjou). Réunion des comtés du Maine et d’Anjou (1113) Naissance de Geoffroy le Bel dit Plantagenet père d’Henri II roi d’Angleterre (né au Mans). En 1163, Henri II Plantagenet est le fondateur du Prieuré donné aux moines de l’ordre de Saint Étienne de Grandmont au Nord de la forêt. Bercé et la seigneurie de Château du Loir, deviendront ainsi Anglaise jusqu'à ce qu’en 1199, Bérengère, veuve de Richard Cœur de Lion cède tous ses droits à Guillaume des Roches (Sénéchal d'Anjou). Sa fille en hérite et la transmet à Jeanne qui épousera Jean (comte de Montfort) au XIIIe siècle.
Leur fille Béatrice épouse Robert IV (comte de Dreux) en 1337. Pierre (comte de Dreux) cède la forêt de Bercé à Philippe VI de Valois pour 31 000 livres. Son fils Jean II le Bon (duc de Normandie) né près du Mans, la reçoit en apanage. La terre de Bercay est qualifiée de baronnie. Elle est ainsi distraite du Domaine royal. 
Philippe VI de Valois prend l'ordonnance de Brunoy en 1346 qui organise les maîtrises des Eaux et Forêts et interdit la création de nouveaux droits d'usage afin de pérenniser la production de bois de marine (début de la guerre de Cent Ans avec les Anglais). 1360 : Jean II le Bon lègue à son second fils Louis d’Anjou, la Baronnie. En 1376, l'ordonnance de Melun, prise par Charles V le Sage, fils de Jean II le Bon, règle « La matière » des Eaux et Forêts. Elle peut être considérée comme le tout premier Code Forestier.
En 1481, après la mort de Charles d'Anjou, la Baronnie retourne à la Couronne avec le Maine et l'Anjou. En 1492, sous Charles VIII, deux Ordonnances attribuèrent la terre de Château du Loir à Giangiacomo Trivulce, maréchal de France, (sous réserve de rachat perpétuel). En fait, elle fut échangée en 1500 à Pierre de Rohan. Bercé restera ainsi jusqu'en 1563 dans la famille de Rohan, mais fut toujours régie par la maîtrise de Château du Loir qui avait entrepris d'effectuer la première réformation (1526 à 1531). En 1563, Charles IX la rachète aux Rohan : 45 000 livres et la donne en apanage à sa mère Catherine de Médicis. À l’avènement d’Henri III (1574) son frère puîné François (duc d’Alençon) devient apanagiste de la Forêt. En 1585, elle revient définitivement au domaine Royal, à sa mort. 
Colbert entreprend (1667-1669) la grande réformation des forêts. Le commissaire enquêteur sanctionnera les abus du maître particulier alternatif Hilarion de Fromentières qui sera condamné à verser au Roi, le trop perçu des revenus de la Forêt soit : 12 100 livres (par jugement du 2 juillet 1668). La forêt royale de Bercé est réaménagée du 8 au 17 octobre 1669
En 1723, agrandissement de 1 200 hectares de la forêt Royale par l'acquisition des landes de Grammont et de Haute Perche (1727). En 1780 le dernier apanagiste de Bercé est Mgr le comte de Provence appelé « Monsieur » futur roi Louis XVIII le Désiré (il émigra en juin 1791). Le surintendant Chaillou organise en 1783 l’aménagement et le percement de Bercé.
La forêt Royale de Bercé est incorporée au domaine de l’État en 1791. Les constructions des maisons forestières datent de 1813 et 1857. En 1827, la forêt est propriété de l'empire français. À cette époque la dominante des peuplements est le hêtre qui génère toute une industrie.
En 1841 a lieu le troisième aménagement et arpentage général de la Forêt par Wautot. Bercé est de nouveau royale puis républicaine et impériale. Le programme des créations des routes forestières s’intensifie. Les carrières tournent au maximum. En 1875, la forêt est de nouveau aménagée.
L'aménagement suivant date de 1909. Le chêne reprend le dessus sur le hêtre. La sylviculture s’affine. Les derniers bois de marine partent de Bercé pour Rochefort, Lorient et Bizerte en 1921.
Le sixième aménagement date de 1947 avec révision en 1967 et 1987. À l'administration des Eaux et Forêts, succède en 1966 l'Office national des forêts, qui gère jusqu'à ce jour les forêts du domaine public.
L’aménagement et la production de la forêt évoluent vers de nouveaux concepts. La révolution est en marche. Les records de hauteur ont été atteints. Le diamètre augmente et la hauteur diminue. Le bois de merrain supplante le tranchage. La forêt revendique des pratiques respectueuses de l’environnement (exit l’incinération, les déchets, les traitements, le compactage des sols).

## Arbres remarquables[2],[7]
- Chêne Roulleau de la Roussière : Baptisé le 27 mai 1952 du nom de l’inspecteur des Eaux et Forêts en poste au Mans entre 1885 et 1907. Louis René Roulleau de la Roussière, conscient de la grande valeur patrimoniale de la futaie des Clos, participa activement à sa préservation en refusant son exploitation, initialement prévue dans l’aménagement en 1890 (plan de gestion de la forêt). Ce chêne mesure 51 m de hauteur.
- Chêne Muriel[8] : Baptisé le 9 mars 2002, ce chêne rend hommage à la mémoire du commis forestier Georges France Muriel, membre du réseau de résistance Alliance. Arrêté au Mans le 9 mars 1944, il fut interné au camp alsacien de Struthof et exécuté le 1er septembre de cette même année. Ce chêne mesure 43,50 mètres de hauteur.
- Chêne Boppe : « Le Roi est mort…vive le Roi… ». Baptisé le 14 juillet 1935, ce chêne est le successeur de l’ancien chêne du même nom. Il reprend le nom du directeur de l’École forestière de Nancy. Lucien Boppe participa à la mobilisation en faveur de la préservation de la futaie des Clos, mouvement qui résonna en 1907 jusqu’à la tribune de la Chambre des députés. En conclusion du débat, le ministre de l’Agriculture de l’époque promit qu’on « ne touchera pas un seul arbre de cette splendide futaie. » Ce chêne mesure 47 m de hauteur.
- Chêne Potel : Baptisé par les forestiers du nom de l’inspecteur des Eaux et Forêts en poste au Mans entre 1919 et 1928. Raoul Louis-Amédée Potel (1862-1937), auteur de publications sur l’histoire de la forêt de Bercé, fut localement un précurseur dans le domaine de l’aménagement touristique des forêts alors préconisé par l’État. Ce chêne mesure 50 m de hauteur.
- Souche de l’ancien chêne Boppe : C’était le plus haut chêne (sans branches) de la futaie des Clos et l’un des plus gros. Il fut baptisé le 8 juin 1894 et porte le nom du directeur de l’École forestière de Nancy (Lucien Boppe) de 1881 à 1898. Frappé par la foudre le 18 décembre 1934, il fut abattu le 22 juillet 1935, après que l’on a baptisé son successeur, situé un peu plus loin sur le sentier.
- Chêne Lorne : Baptisé le 27 septembre 2008 du nom de l’officier des Eaux et Forêts Rémond Lorne en poste au Mans de 1949 à 1969. Il fut l’initiateur de la méthode actuelle dite des arbres objectifs. Ce chêne en est la parfaite illustration.
- La forêt abrite sur huit hectares des arbres datant du XVIIe siècle[9].
- En mars 2021, huit chênes de la forêt sont choisis pour la reconstruction de la charpente de la cathédrale Notre-Dame de Paris, incendiée en 2019. Ils ont environ 230 ans. Au total, environ 2000 arbres prélevés à travers la France seront nécessaires pour les travaux[9].

## Site remarquable

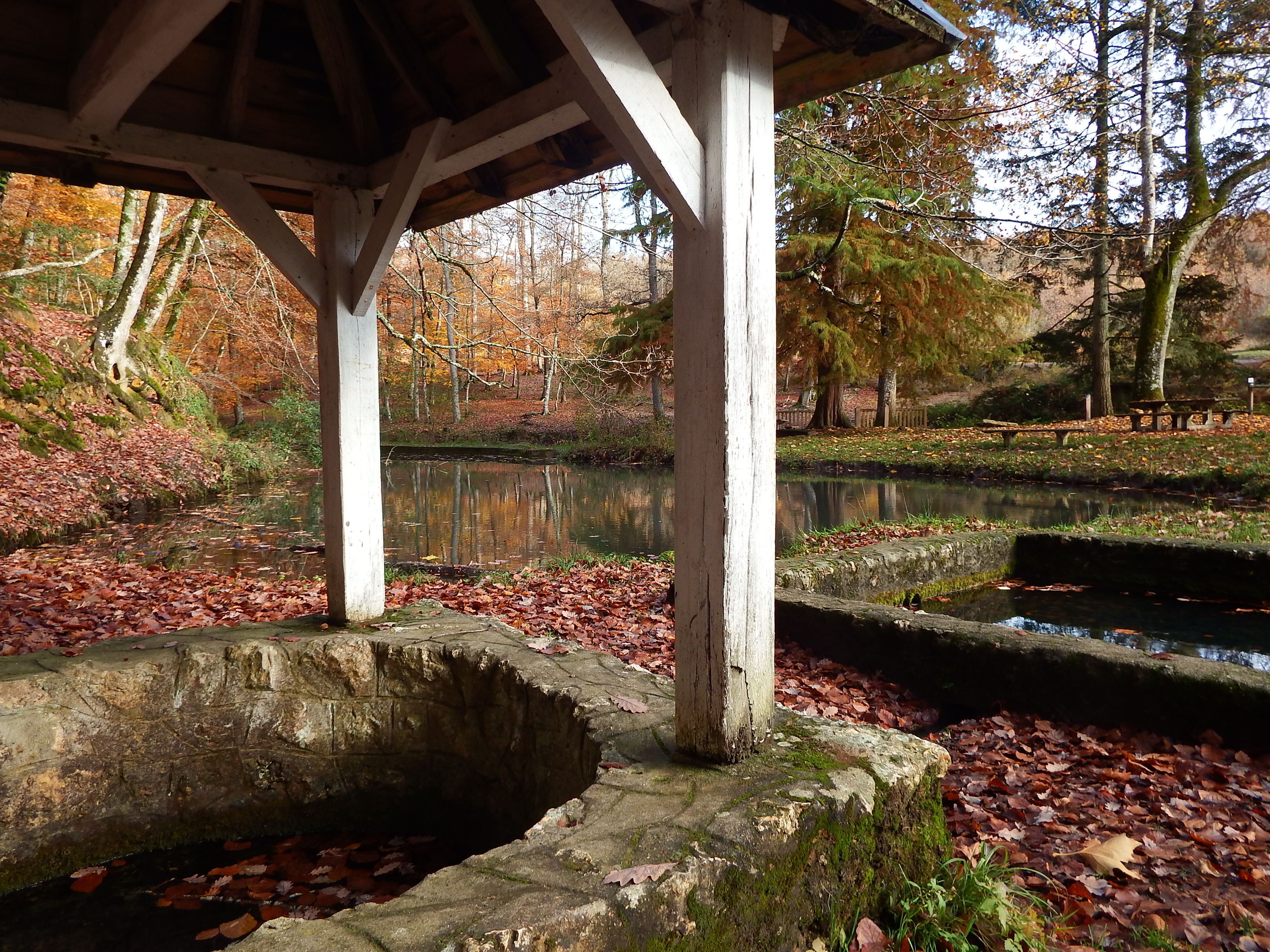
La fontaine de la Coudre est un site majeur à la forêt de Bercé. Par le passé, on y dansait durant certaines fêtes populaires organisées en forêt de Bercé durant la belle saison.

La source de l'Hermitière (ou vallon de l'Hermitière) est l'un des quatre sites emblématiques de la forêt avec la futaie des Clos (chênes tricentenaires) et le chêne « Boppe », la fontaine de la Coudre et Carnuta, musée consacré à la forêt de Bercé et aux relations entre l'Homme et la forêt. Dès le XIXe siècle, la fontaine de l’Hermitière est un lieu festif qui attirait les gens des environs  pour un pique-nique dominical ou un moment convivial. 

## Faune et flore

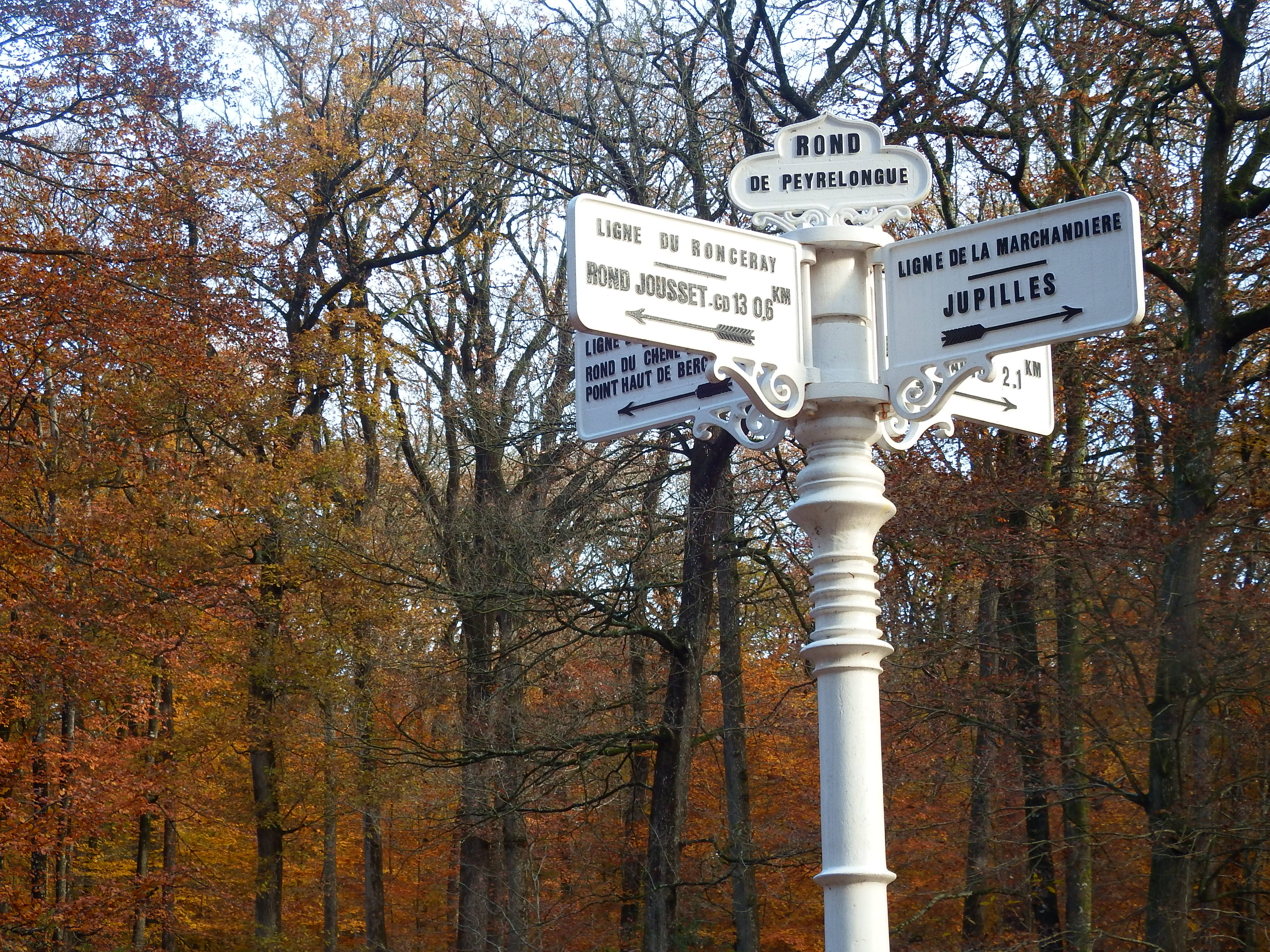
La Forêt de Bercé et ses nombreux carrefours en étoile. Cet aménagement de carrefour en étoile témoigne de l'utilisation de la forêt de Bercé pour la chasse à courre.

La forêt fait partie des Zones Naturelles d’Intérêt Écologique, Faunistique et Floristique dit ZNIEFF. Elle est classée de type II.   
Le sous-sol de craie recouvert de limons est particulièrement favorable à la chênaie, excepté à l'ouest où les sols plus pauvres (sables) sont occupés par des landes et des pins. Plusieurs vallées, parcourues par des ruisseaux qui s'assèchent parfois en été, entaillent le plateau alors que de nombreuses mares ponctuent la forêt. Créés à l'origine pour abreuver les animaux ou extraire de l'argile, ces points d'eau témoignent d'une occupation humaine très ancienne et sont désormais des habitats favorables à la biodiversité et notamment aux amphibiens.
On y trouve de nombreuses espèces protégées, le lycopode en massue (Lycopodium clavatum), le gomphe serpentin (Ophiogomphus cecilia), le murin de Bechstein (Myotis bechsteinii, espèce menacée) et la loche d'étang (Misgurnus fossilis).
Plusieurs parties se trouvent en zone Natura 2000.
Des îlots de peuplements anciens ont une forte valeur patrimoniale. Ils sont conservés au-delà de l'âge d'exploitabilité (180 ans pour le Chêne sessile), comme la futaie des Clos qui, avec ses chênes tricentenaires, est le joyau local. De quoi offrir des habitats à tout un cortège d'oiseaux et d'insectes qui dépendent des bois âgés (pics, pique-prune, grand capricorne, lucane cerf-volant…).
Le massif de Bercé présente une grande diversité de paysages et d'habitats. Plusieurs espèces végétales sont protégées, notamment dans les zones humides, telles que la parisette à quatre feuilles et la laîche maigre (Carex strigosa). La grande faune est présente avec le chevreuil, le sanglier et le cerf.

## Galerie

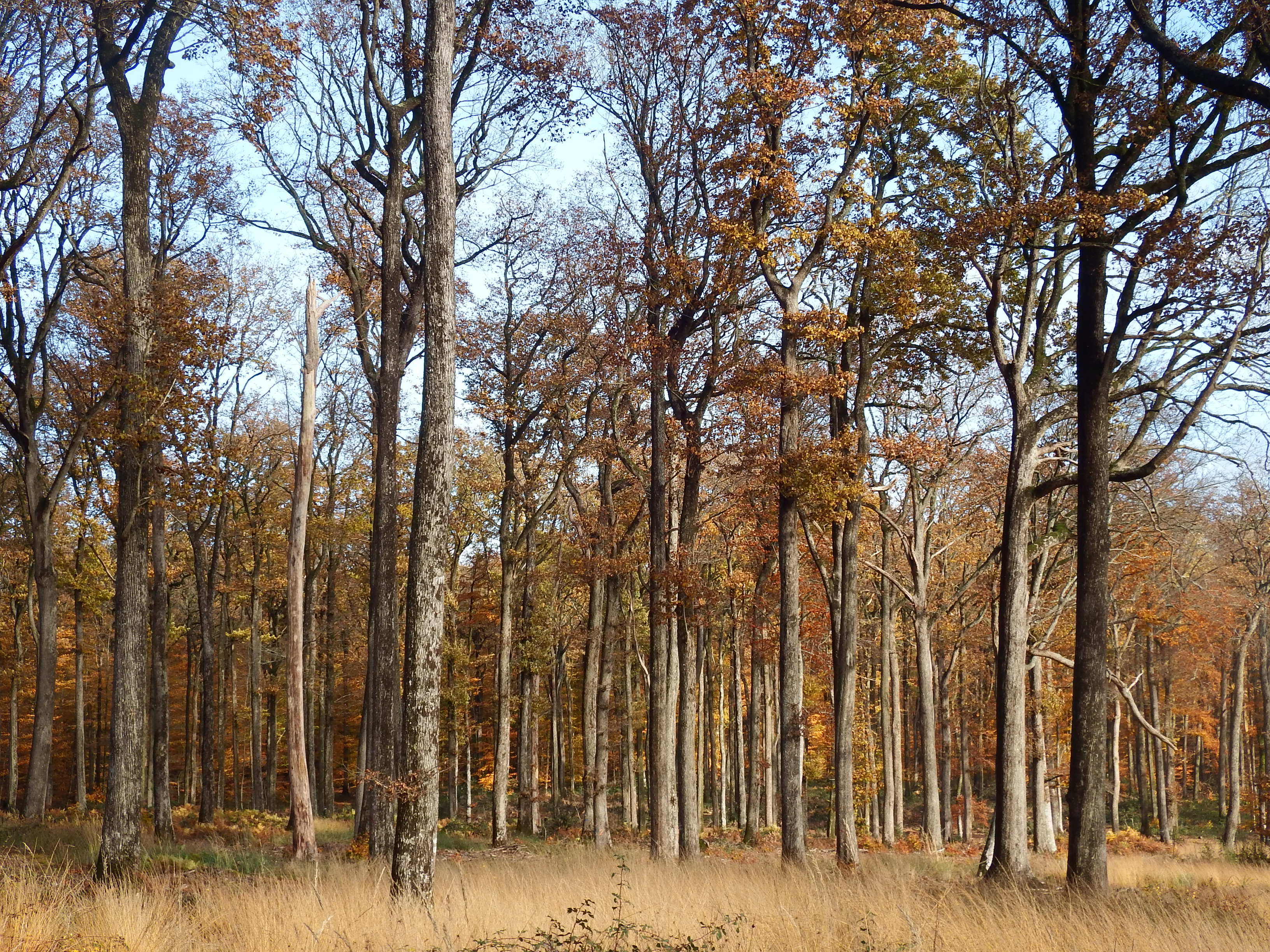
Les chênes.
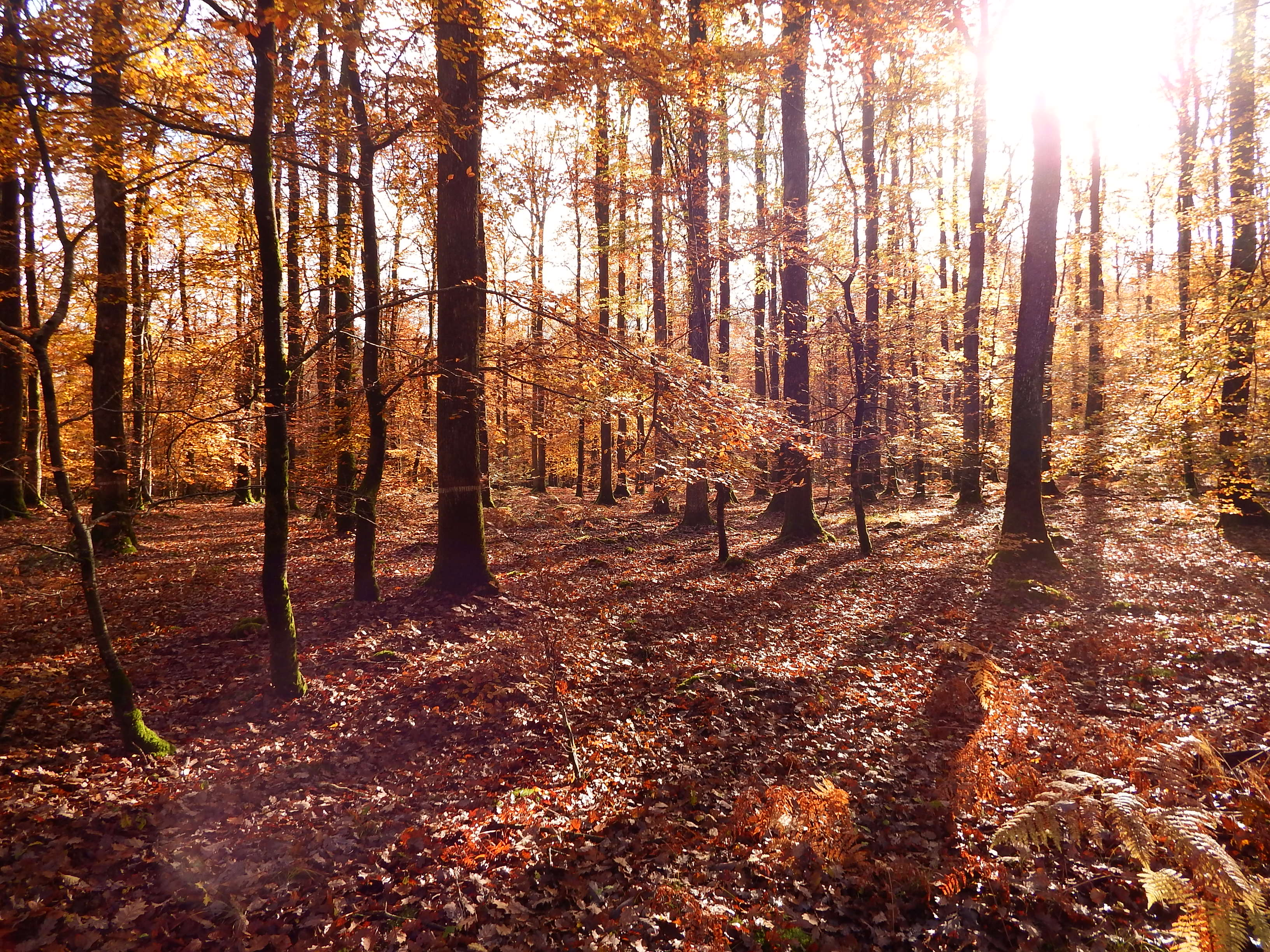
Les chênes en automne.
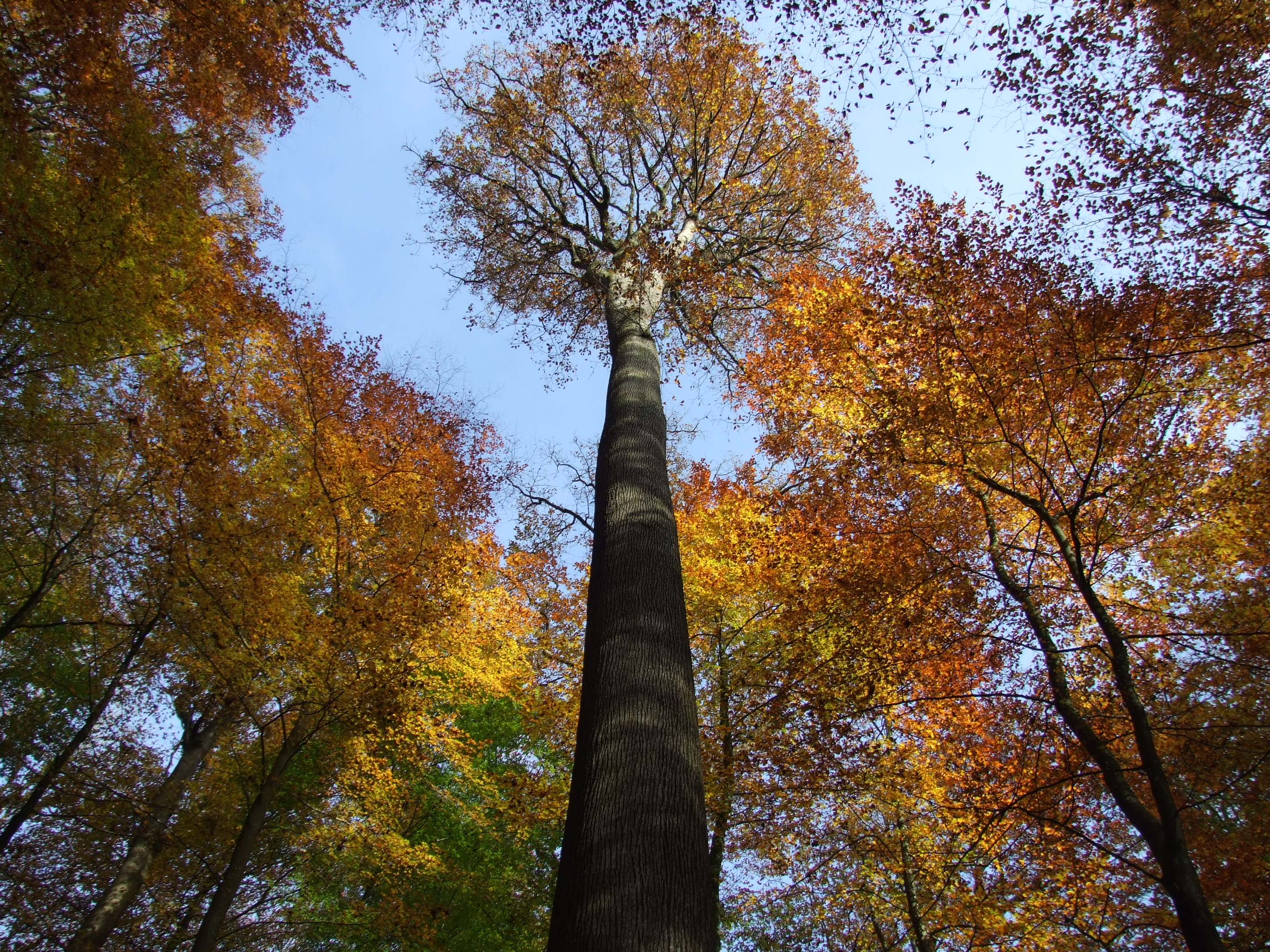
La futaie des Clos.
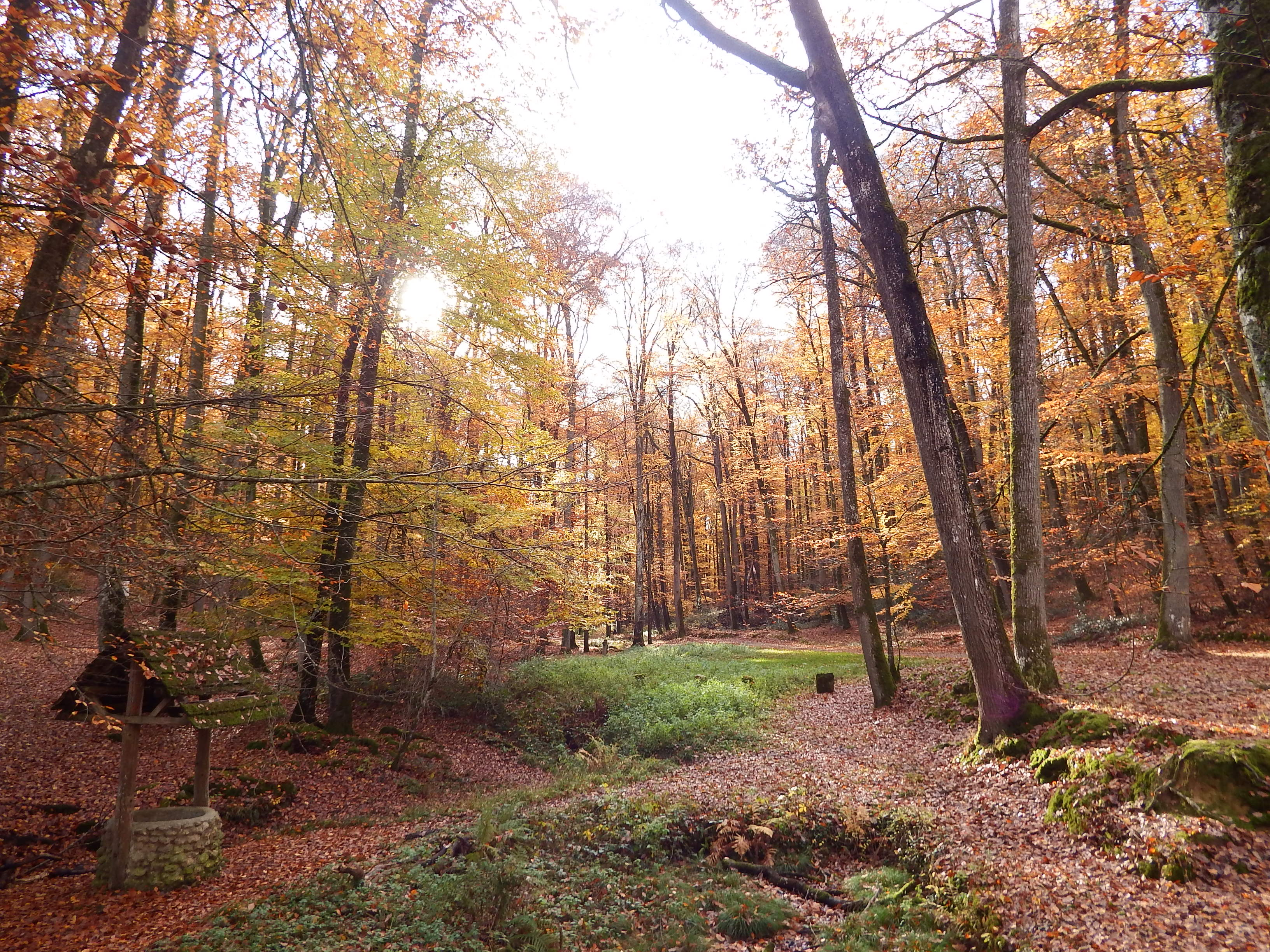
La source de l'Hermitière.